# マツダ・オートザムレビュー
レビュー (Autozam Revue)は、マツダが製造・販売していた小型乗用車である。

## 概要
1990年（平成2年）9月、マツダ5チャンネル化によって誕生したオートザム店向けの小型車である。デビュー当初はオートザムチャンネルでの販売であったためオートザム・レビューと名乗ったが、モデル末期にはマツダ・レビューへと改称した。
プラットフォームはDBプラットフォームで、同じくマツダ製のフォード・フェスティバ用DAプラットフォームの後継にあたる。後にこのフロアパンを元にデミオが設計・生産されている。なお、当初はデミオが2代目レビューとして開発されていたが、オートザム店がマツダ店に合併されることになったため、別車種として発売された。
エンジンは1気筒当たり4バルブ化された直列4気筒SOHC、インジェクション仕様のB型1.3 L・76馬力と1.5 L・88馬力の2種類のガソリンエンジンのみで、生産終了まで車体色以外の変更や改良はなかった。
駆動方式は横置きエンジンの前輪駆動で、トランスミッションは5速MTと、1.3 L に電子制御4速AT、1.5 L に電子制御4速ATに加えオートパワー機構（いわゆるキックダウン）が設定されていた。
ボディタイプは4ドアセダンのみで、同じくオートザム店の人気車種である2代目キャロルのイメージを踏襲した丸みを帯びた外観が特徴。極端に短いトランクを持つデザインから「2.5ボックス（ショートノッチバック）セダン」とも呼ばれていた。またフェスティバで人気を博したキャンバストップも設定された。レビューでは「3Way電動キャンバストップ」と称され、前から後ろへ開くのはもちろん、後ろから前へ、さらには前後から開いて真ん中に寄せることもできた。また後席からも開閉操作が可能なのも大きな特徴であった。
1991年（平成3年）の東京モーターショーには、M2がレビューをベースとしたフルゴネットスタイルのコンセプトカー「M2 1004」を出品しているが、市販化には至らなかった。
日本国内では丸く可愛らしいスタイリングと宣伝方針により、女性ユーザーを狙いすぎたためか大きな人気を得られなかったが、短い全長の中に大人4人がゆったりと乗れる居住空間と、スーツケース2個が収まるトランクルームを持つ合理的な設計は高い評価を受けた。
アウタードアハンドルは黒地の無塗装、パワーウィンドウは後部座席の窓に設定がなく、運転席窓のスイッチは運転席ドアに1つのみで助手席窓のスイッチはドアにはなくセンターコンソールに1つのみなど、当時のマツダにしては大胆なコストカットが国内外問わず見られるのもこの車の特徴であり、これらは生産終了まで続いた。
デミオ登場後はオートザム店の合併によりマツダ・レビューに名称変更されて併売されたものの、日本ではファミリアとの兼ね合いもあり、1997年12月に生産を終了し、1998年（平成10年）12月に販売終了。1代限りのモデルであった。総生産台数は5万7723台。

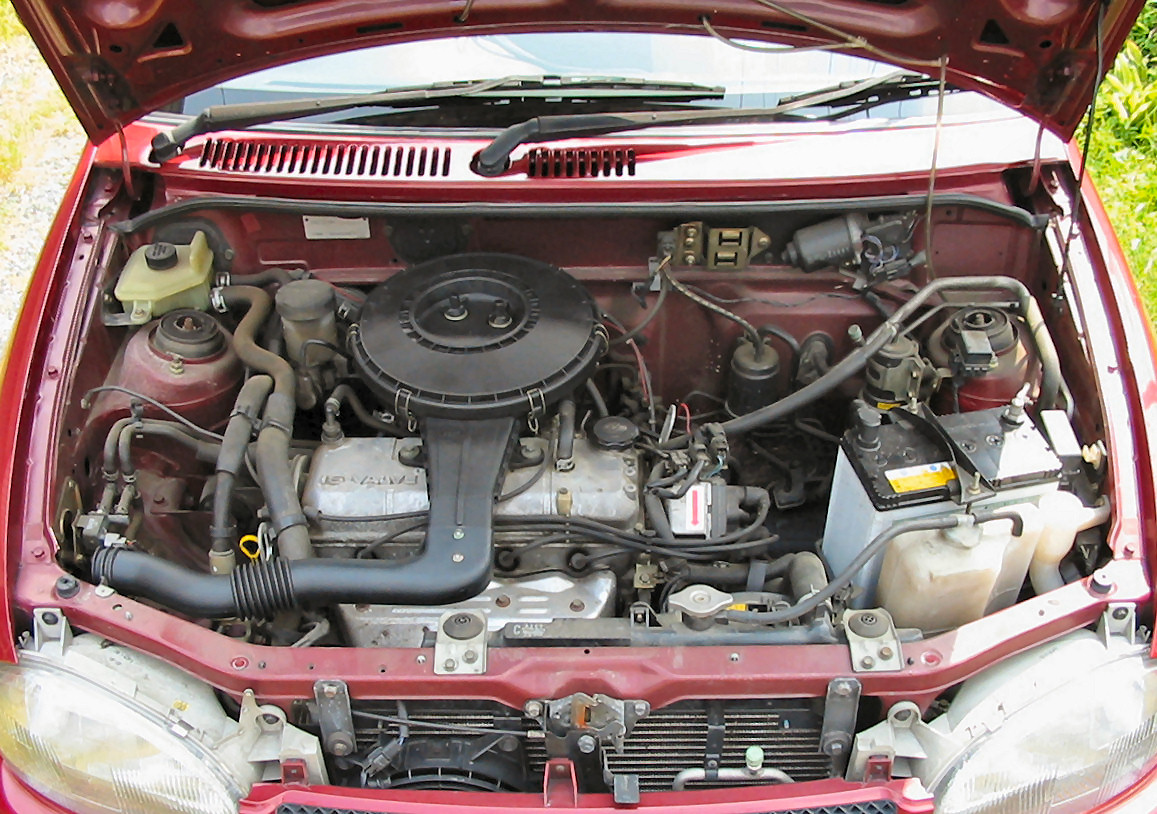
1.3L車エンジンルーム

### 海外への輸出
海外へは主にヨーロッパとオセアニア地域向けに、フォード・フェスティバをマツダブランドに焼き直して好評を博した2代目マツダ・121 の後継モデルとして輸出された（通算3代目、初代は2代目コスモ）。
そのスタイルや室内とトランクの広さから人気となり、特にドイツではシトロエン・2CVの再来といわれ、バックオーダーを抱える状態が続いた。121が欧州で品薄となった裏には、価格の高いクセドスブランドやマツダの高級車が輸出の中心であり、輸送費に対する利幅の少ない本モデルの出荷台数を抑えていたことがある。
オーストラリアでも人気を得ており、どちらの市場でも2020年代に入っても中古車市場に数十台が流通している。
1996年、オセアニアではDW系デミオが、ヨーロッパではフォード・フィエスタMk4のOEM車が、121の名称を引き継ぐ形でフルモデルチェンジされた。